# Blessem

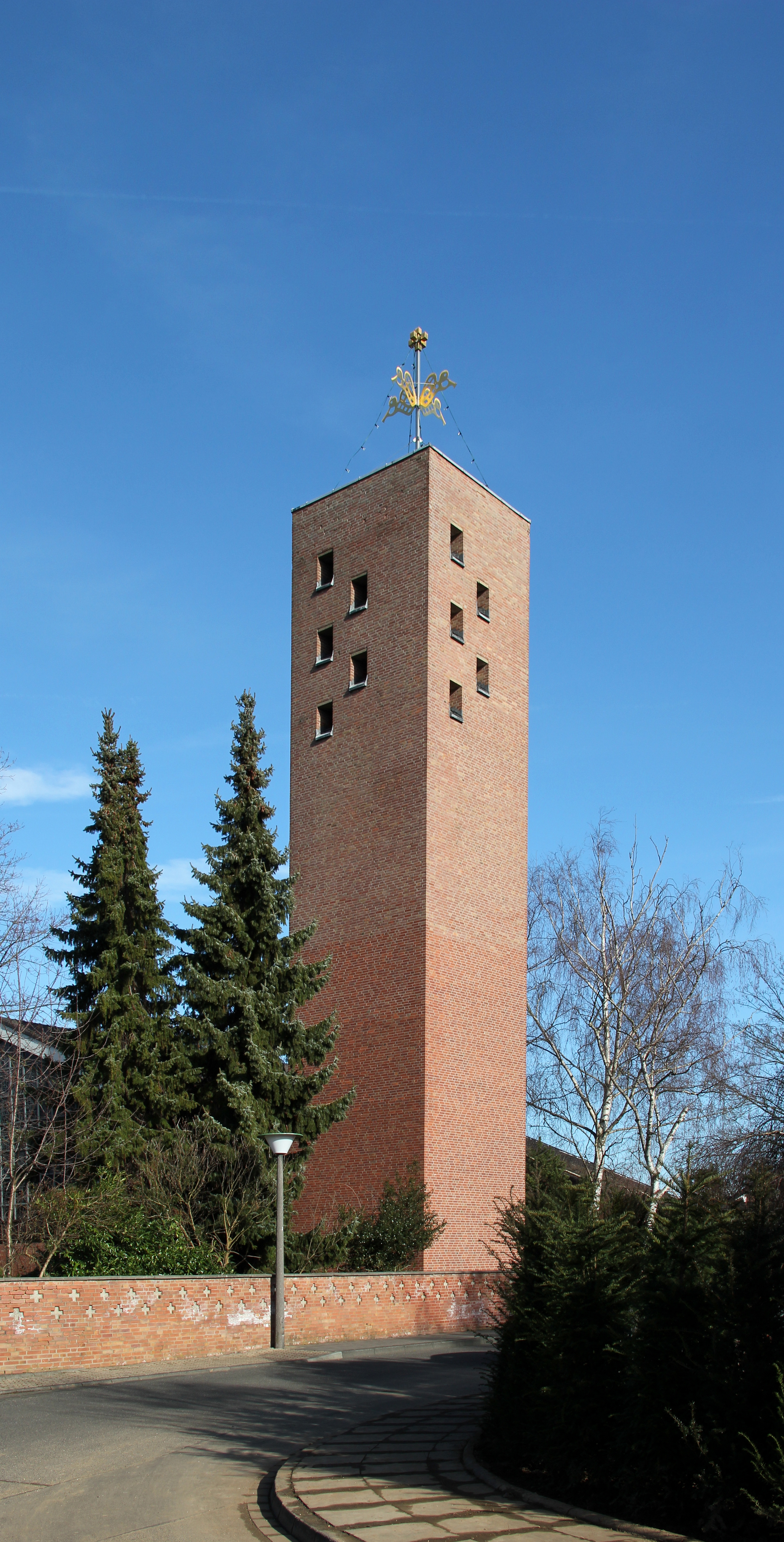
St. Michael

Blessem ist ein Stadtteil von Erftstadt im Rhein-Erft-Kreis in Nordrhein-Westfalen, der nach § 1 Absatz 2 der Hauptsatzung gemeinsam mit dem südlich angrenzenden Frauenthal einen Stadtbezirk bildet.
Das Dorf wurde wahrscheinlich in fränkischer Zeit gegründet und wurde erstmals 1155 in einer Handschrift des Benediktinerklosters Deutz als „Bladesheim“ und Ort der Pfarre Lechenich genannt. Gesicherte Angaben über die Burg Blessem und ihre Besitzer gibt es seit 1363.

## Geografie

### Lage
Das Dorf Blessem liegt unmittelbar rechts der eingedeichten Erft quer in deren Flussaue. Es befindet sich nur wenige Kilometer vom Abhang der Ville entfernt. Am östlichen Ortsrand verläuft die Bundesstraße 265, am westlichen Ortsrand die A 1. In Ortsnähe sind am Autobahndreieck Erfttal die A1 und die A 61 verknüpft. Im Ort treffen sich die Landesstraße L 163 und die Kreisstraße K 44. An Blessem grenzen die Erftstädter Stadtteile Lechenich, Dirmerzheim, Kierdorf, Köttingen und unmittelbar Liblar sowie die kleine südöstlich angrenzende Siedlung Frauenthal.

### Nachbarstadtteile
| Dirmerzheim | Kierdorf                                    | Köttingen |
|             | Kompassrose, die auf Nachbargemeinden zeigt | Liblar    |
| Lechenich   | Frauenthal                                  |           |

## Geschichte

### Vorgeschichte (Neolithikum)
Die Geschichte Blessems geht zurück bis in die Jungsteinzeit. Eine Siedlung der Linearbandkeramiker wurde 2015 bei der Erweiterung einer Kiesgrube am Ostrand von Blessem entdeckt. Drei Langhäuser mit etwa 30 Meter Länge wurden freigelegt. Ein weiteres bei einer anschließenden Untersuchung 2017 gefundenes Haus gehörte in die Zeit der älteren Linearbandkeramik. Das am heutigen Nordrand von Lechenich im Jahr 2010 angeschnittene Gräberfeld einer jungsteinzeitlichen Siedlung dehnte sich nach Osten bis in die Feldflur des heutigen Blessems aus. Die Befunde der dort freigelegten Grabbeigaben konnten in die Zeit um 4950 bis 4800 vor Christus datiert werden. Die Art der aufwendig verzierten Keramiken der Grabbeigaben ließ diese Artefakte der Großgartacher Kultur zuordnen. Nördlich von Blessem westlich des Liblarer Mühlengrabens wurde 2014 ein größeres eisenzeitliches Siedlungsareal gefunden.

### Römische Zeit
1969 wurde eine große villa rustica aus römischer Zeit in der Nähe der Erft und der heutigen Burg während des Aushebens der dortigen Kiesgrube entdeckt. Keramikfunde aus dem Areal wurden in das 1. bis 4. Jahrhundert datiert. Nur 950 Meter entfernt lag in der Nähe von Frauenthal in der heutigen Flur „Frauendaler Acker“ ein römisches Landhaus, das Spuren der Oberflächenstruktur in einer Luftaufnahme zeigt, es wird in den Ortsakten des Landesmuseums in Bonn als Portikushaus in Liblar-Frauenthal geführt und soll erst in späterer Zeit untersucht werden. Da beim Bau einer Lärmschutzwand an der Autobahn nahe der Erft ebenfalls römische Trümmerreste zu Tage kamen und auf eine Mansio hinwiesen, deren Gebäude dem Landhaus vorgelagert waren, schließt man eine größere Gesamtanlage an der Römerstraße Trier–Köln, heute Agrippa-Straße Köln–Trier genannt, nicht aus.

### Gründung im Mittelalter
Der Name Blessem, auch „Bladisheim“, „Bledisheim“ oder „Blesheim“ genannt, deutet wie bei anderen Orten mit der Endung -heim auf eine Besiedlung in fränkischer Zeit hin. Es ist nicht auszuschließen, dass der Name eines Romanen Bladinus im fränkischen -heim Namen enthalten ist. Alternativ könnte ein Germane mit dem Personennamen Bladmar (stand für „Lebenskraft“) oder eines davon abgeleiteten Namens wie Bladin oder Blado Namensgeber des von ihm errichteten „Heims“ sein. Blessem wurde erstmals 1155 im Codex thiodorici, einer Handschrift des Benediktinerklosters Deutz, als „Bladesheim“ und Ort der Pfarre Lechenich genannt.  Gemeinsam mit den Nachbarorten entrichtete auch Blessem als Teil der „parochia Lecheniensis“ Abgaben an die Deutzer Abtei und ihren Sifter und Erzbischof Heribert von Köln, „um vor Unwetter bewahrt zu bleiben.“ Vor dieser Zeit gehörte Blessem mit dem Gericht Lechenich wahrscheinlich dem Kölngau oder dem Zülpichgau an. In der Folge wandelte sich der Name über „Bledisheim“, „Blesheim“ und „Bleshem“ zum heutigen „Blessem“.
Der kleine Ort entwickelte sich um einen Hof, die spätere Burg Blessem. Im Jahr 1254 wurde die Pfarrkirche zu Lechenich, der auch die umliegenden Dörfer einschließlich Blessem angehörten, dem Stift St. Aposteln in Köln zugeordnet, womit auch die Abgabe des Zehnten verbunden war. Nach einem um 1293 entstandenen Verzeichnis der Einkünfte des Erzbischofs von Köln, Siegfried von Westerburg, wohnten im Ort fünf Familien, die dem Erzbischof von Köln ihre Abgaben sowohl in Naturalien als auch in Geld zahlten.

### Neuzeit

#### Einwohner
Die Bewohner des Dorfes, die zur Lechenicher Bürgerschaft gehörten, waren meist Kleinbauern und Tagelöhner mit geringem Grundbesitz. Bei der auf kurfürstlichen Befehl 1661 durchgeführten Vermessung und steuerlichen Veranschlagung hatte das Dorf 28 Häuser. Außer dem Burghof gab es nur zwei größere Höfe. Neben Grundpachten mussten die Einwohner noch den großen Zehnt an das Stift St. Aposteln in Köln und landesherrliche Steuern an den Erzbischof und Kurfürsten entrichten. Die landesherrlichen Steuern sammelten die Ortsvorsteher ein, die spätestens seit dem 17. Jahrhundert zu den Versammlungen des Lechenicher Stadtrates geladen wurden.
Für den Alltag der Blessemer Bewohner bestanden festgesetzte Regeln, die einzuhalten waren. Zur Nutzung als Viehweide stand den Einwohnern das Weiderecht in festgelegten Grenzen (Schweid) zu. Brennmaterial holten sich die Familien an festgesetzten Zeiten aus der Ville. Wer sich nicht an die Verordnungen hielt, unbefugt Holz sammelte, Reiser abschnitt oder beim heimlichen Gras- oder Ährendiebstahl ertappt wurde, hatte „Feldschaden“ oder „Waldfrevel“ begangen und musste nach einem Amtsverhör eine Brüchtenstrafe zahlen. In den kriegerischen Auseinandersetzungen des 17. und 18. Jahrhunderts, vor allem bei der Belagerung Lechenichs 1642, wurde die Blessemer Bevölkerung durch Einquartierungen, Fouragelieferungen und Geldzahlungen stark belastet. In Kriegszeiten suchten die Bewohner Blessems mit ihrer Habe und ihrem Vieh Schutz in der Blessemer Burg.

#### Geistliche und adelige Besitzungen
Kurfürstlicher Besitz
Der Erzbischof und Kurfürst von Köln besaß Ackerland und Benden zwischen Blessem und Köttingen in der Schwarzau. Sie gehörten zur „Swaifhufe“, die Erzbischof Heinrich von Virneburg im Jahre 1317 an sich gebracht hatte. Im Laufe der Jahrhunderte entwickelte sich über Swaisauwe, Swairsauwe (1537) Schwasaue (1643) die heutige Bezeichnung Schwarzau.
Besitz des Klosters Frauenthal/Marienforst
Die Blessemer Ländereien des Klosters Frauenthal, später des Klosters Marienforst bei Godesberg, wurden, sofern sie nicht an Blessemer Familien verpachtet waren, vom Klosterhof in Frauenthal bewirtschaftet.
„Blessemer Höfchen“ der Familie Wolff Metternich zur Gracht
Der Hof mit Haus, Hofstatt und Ländereien, den Hieronymus Wolff Metternich 1558 von der Familie von Irresheim erworben hatte, bestand 100 Jahre später nur noch aus Ackerland und Benden, die vom Grachter Hof in Liblar bewirtschaftet wurden.
Burg Blessem

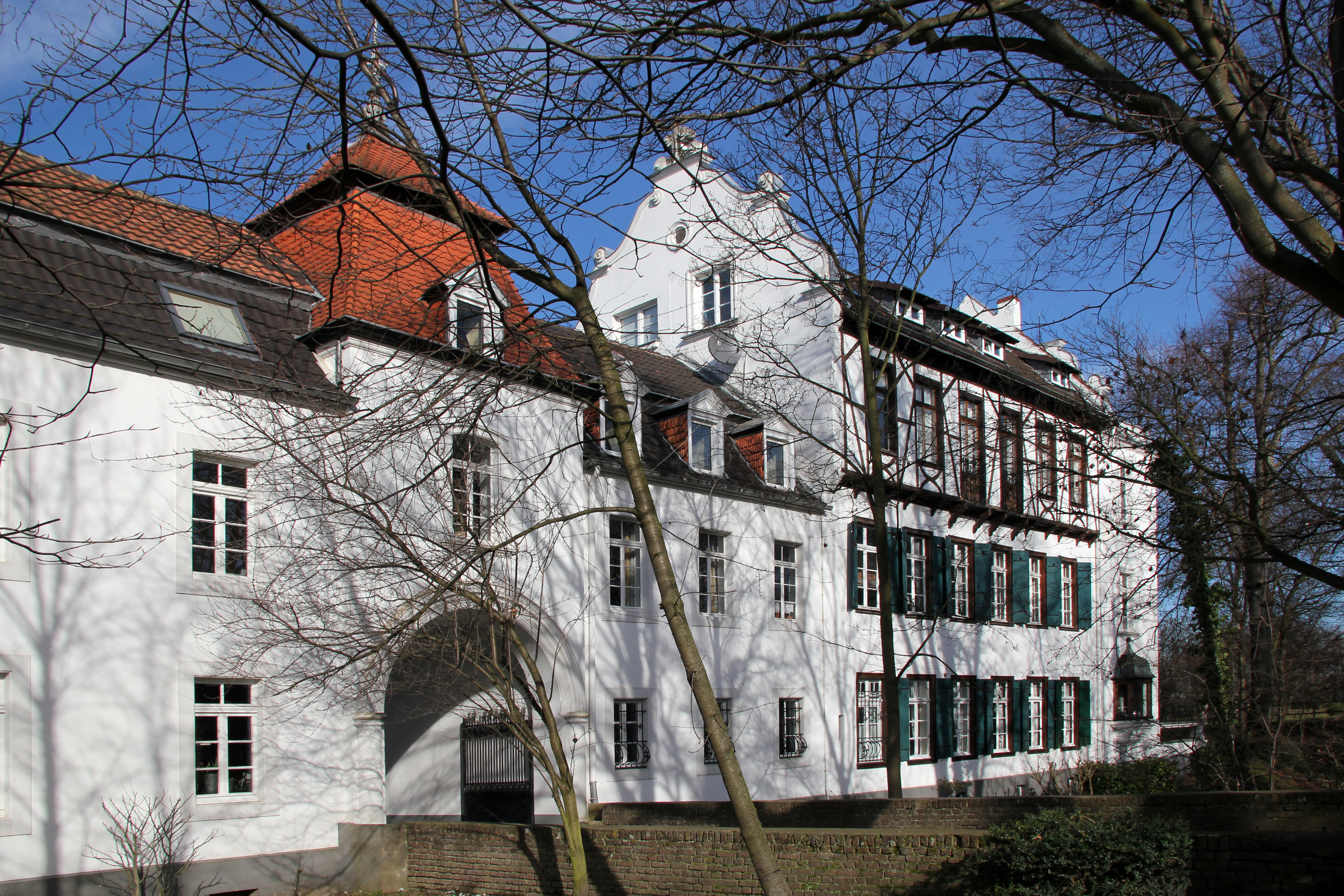
Tor- und Herrenhaus

Gesicherte Angaben über die Burg und ihre Besitzer gibt es seit 1363, als Ludwig von Blessem als Burgmann von Lechenich mit der Burg belehnt wurde. Durch Heirat kam die Burg an die Familie der Scheiffart von Merode in Bornheim bei Bonn, in deren Besitz sie über Generationen blieb. Im Jahre 1696 wurde die Burg an Prior und Konvent des Dominikanerklosters in Köln verkauft.

### Französische Zeit

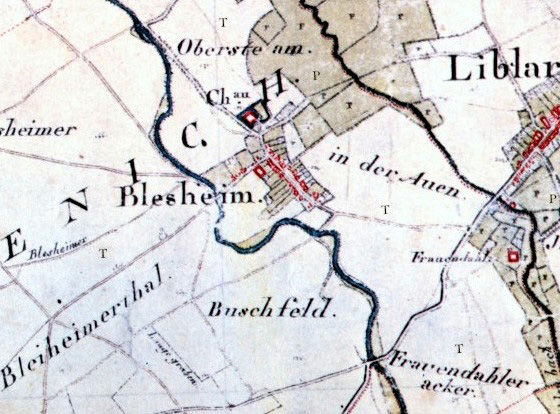
Blessem am Anfang des 19. Jahrhunderts

Als unter französischer Herrschaft neue Verwaltungsbezirke nach französischem Vorbild geschaffen wurden, gehörte Blessem zum Kanton- und zur Mairie Lechenich.
Im Jahre 1801 hatte Blessem 136 Einwohner und 56 Kinder unter 12 Jahren. Von den 47 Familienvorständen waren 14 Landwirte. Außer dem Burghof gab es nur zwei größere landwirtschaftliche Betriebe, einen Hufschmied, 28 Tagelöhnerfamilien, darunter vier Witwen mit ihren Kindern, und vier arme Frauen.
Infolge der Säkularisation wurde das Hofgut des Dominikanerklosters mit Haus, Gebäuden, Garten, Baumgarten, Wiesen und über 50 Hektar Ackerland 1802 als geistlicher Besitz enteignet und 1808 an Johann Wilhelm Meyer aus Köln verkauft.

### Seit 1815
In preußischer und nachfolgender Zeit blieb der Ort bei Lechenich bis zur kommunalen Verwaltungsreform und der Bildung der Stadt Erftstadt 1969.
Der Bau der Kreisbahnstrecke Liblar-Euskirchen im Jahre 1894/1895 brachte den Bauern des Ortes große Vorteile. Sie konnten ihre Produkte an der Bahnstation Frauenthal (Liblar-Frauenthal) verladen. Die Zusammenlegung der Anbauflächen in den 1920er Jahren war ein Fortschritt für die Landwirtschaft. Sie ermöglichte den Einsatz moderner Maschinen. Eine wirtschaftliche Verbesserung war für viele Blessemer die Ende des 19. Jahrhunderts beginnende Intensivierung des Braunkohleabbaus im Rheinischen Braunkohlerevier. Seit etwa 1880 arbeiteten viele Einwohner in den Braunkohlegruben und Brikettfabriken, zum Beispiel bei Carl Brendgen. Auch bei der Reichsbahn und der Westdeutschen Maschinengesellschaft in Liblar, der Hauptwerkstätte der Westdeutschen Eisenbahngesellschaft für Lokomotiven und Wagen, fanden viele einen Arbeitsplatz. Die meisten Arbeiter betrieben zusätzlich eine kleine Landwirtschaft für ihren Eigenbedarf.

#### Kirchliche Verhältnisse
Jahrhundertelang war die Kapelle Heddinghoven, eine Filiale der Lechenicher Kirche, die Pfarrkirche für Blessem und Konradsheim. Nach der Einrichtung eines Rektorats in Frauenthal für den Gottesdienst der Krankenhauskapelle, eingerichtet und finanziert durch die dortige Stiftung Münch 1869, besuchten die Blessemer dort den Gottesdienst. Die Entwicklung zu einer Pfarrei vollzog sich allmählich. 1908 erhielten die Einwohner Blessems das Recht, ihre Kinder in Frauenthal taufen zu lassen, 1909 einen eigenen Friedhof. 1923 wurde Frauenthal ein eigenes Rektorat. 1961 wurde in Blessem eine neue katholische Kirche mit dem Pfarrpatron St. Michael für Blessem und Frauenthal gebaut und eingeweiht, die den neugotischen Taufstein aus der Marienkapelle in Frauenthal zur weiteren Nutzung erhielt.

#### St. Michael

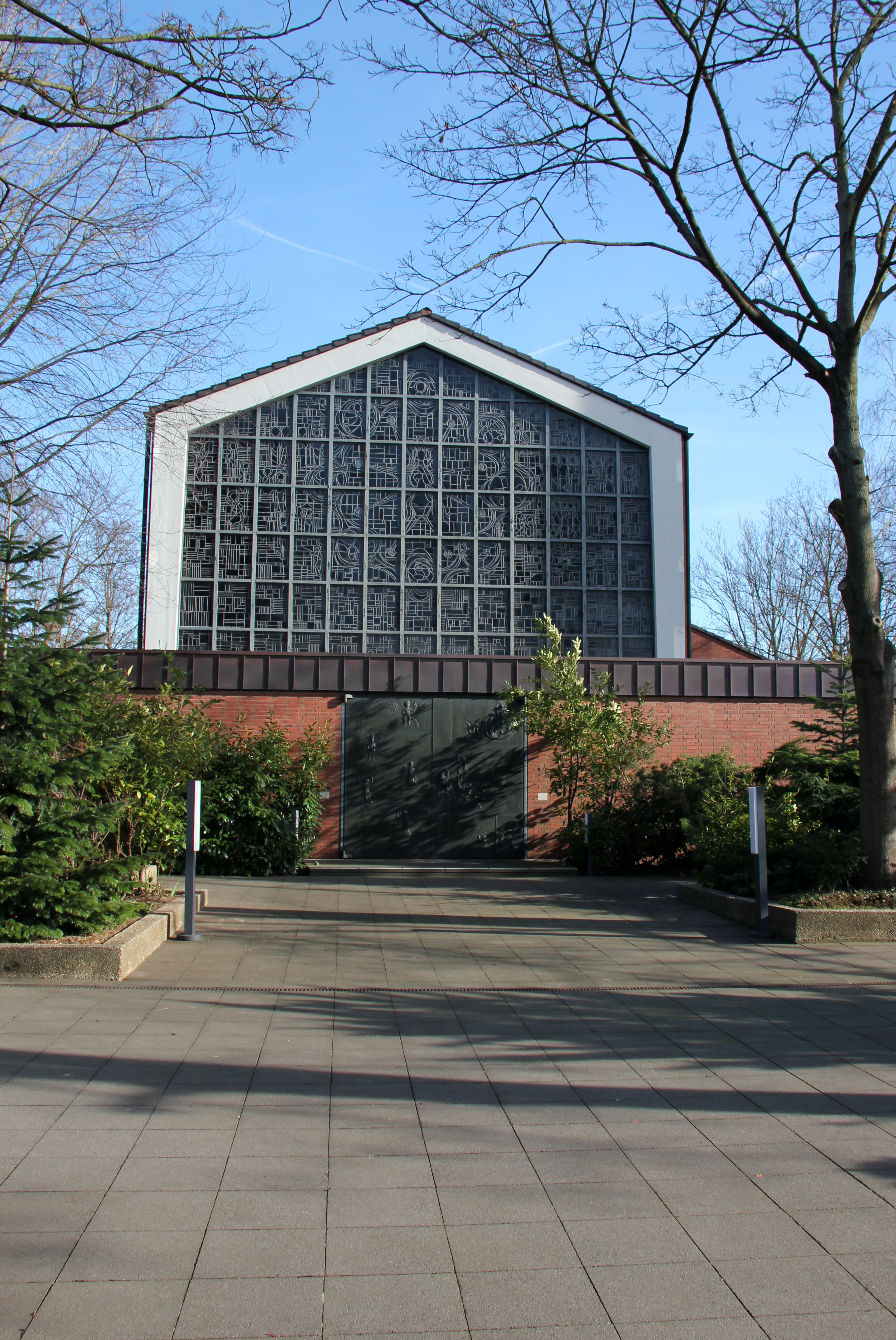
St. Michael

Die Kirche und der separat an der Westseite stehende Kirchturm wurden im Jahre 1961 errichtet. Ihre Mauern aus Beton sind an den Außenwänden mit Ziegeln verblendet. Die Westseite des Kirchenschiffes erhielt eine bis in die Giebelspitze reichende, durch Betonrippen gegliederte Glasfassade. Das Hauptportal wurde aus Holz gefertigt und mit einer in Kupfer getriebenen Verkleidung ummantelt. Das Werk entstand 1967 nach Entwürfen des Köttinger Bildhauers Jakob Riffeler. Die Darstellungen geben aufgrund der ausgewählten Motive einen Überblick zur Kirchengeschichte des Ortes.
Der 21 Meter hohe, allseitig mit fünf versetzt angeordneten Schallöffnungen versehene Turm wurde nach der am 29. September 1961 erfolgten Kirchweihe im Dezember des Jahres fertiggestellt. Die sechs Glocken erklangen zum ersten Mal zu Weihnachten 1961.

#### Schulische Verhältnisse
Seit 1843 besaß der Ort eine eigene Schule. Das erste größere Schulgebäude von 1878 mit Erweiterungsbau von 1905 wurde 1966 durch einen Neubau ersetzt, der nur wenige Jahre als Schule diente. Nach der Schulreform von 1968 gehörten die Schüler zum Schulbezirk Lechenich, seit 1974 zum Schulbezirk Liblar. Die Grundschüler wurden von 1978 bis zur Auflösung der Schulbezirke im Schuljahr 2008/09 durch Schulbusse zur Grundschule nach Bliesheim gefahren.

#### Ausbau des Erftbettes und Hochwasser vom Juli 2021

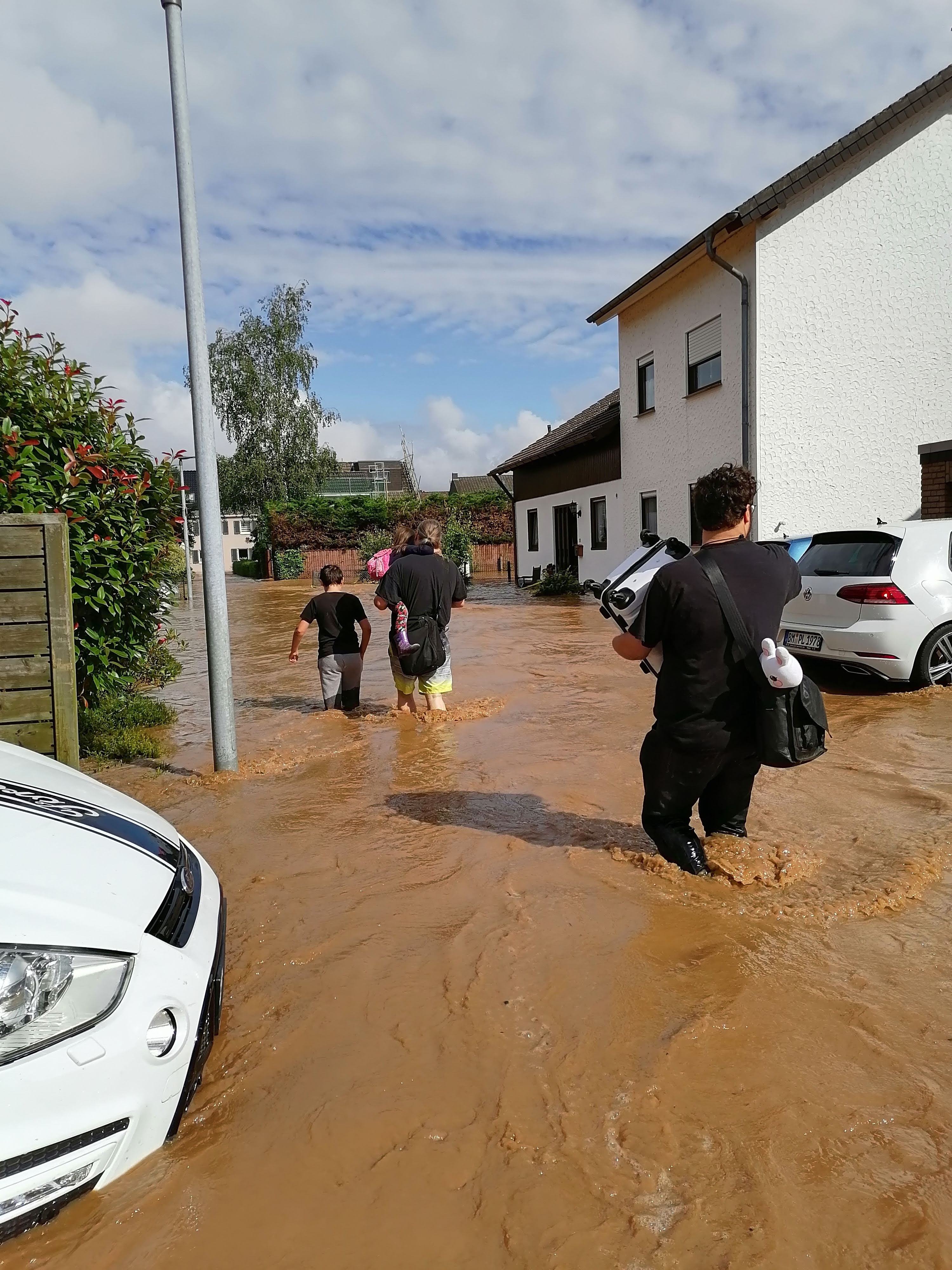
Hochwasser 2021 in Blessem, Eschenweg

Die Erft wurde im 19. Jahrhundert an mehreren Stellen begradigt. Bereits im Jahr 1888 wurden in Blessem und Frauenthal durch Hochwasser der Erft Gebäude beschädigt und Felder verwüstet. In den 1960er Jahren wurde das Erftbett deshalb vertieft und verbreitert. Aber auch 1961 zeigen Bilder eine Überflutung der Straßen Blessems.
Das schwere Hochwasserereignis im Juli 2021, ausgelöst durch anhaltenden Starkregen, richtete auch in Gebieten an der Erft katastrophale Schäden an. In Blessem kam es zum Einsturz mehrerer Gebäude. Wenige hundert Meter hinter dem Ort hatte die Erft ihr Flussbett verlassen und war in eine etwa 60 Meter tiefe Kiesgrube geströmt. Dies wiederum setzte eine hohe Reliefenergie frei, und die schnell rückschreitende Erosion ließ eine mehrere Meter tiefe Abbruchkante entstehen, die sich in den Ortsrand fraß. Dabei wurden Wohnhäuser, Gebäude eines Pferdehofs sowie mehrere zur Burg Blessem gehörende Bauten unterspült und zerstört. Nach Untersuchungen durch die Stadtverwaltung sind acht Häuser irreparabel zerstört und müssen abgerissen werden.

#### Einwohnerentwicklung
| Jahr      | 1828 | 1843 | 1871 | 1885 | 1895 | 1900 | 1905 | 1910 | 1919 | 1925 | 1933 | 1946 |
| --------- | ---- | ---- | ---- | ---- | ---- | ---- | ---- | ---- | ---- | ---- | ---- | ---- |
| Einwohner | 309  | 352  | 327  | 359  | 450  | 483  | 568  | 563  | 629  | 618  | 618  | 759  |

#### Die Ortsvorsteher von Blessem / Frauenthal
| von    | bis    | Name                |
| ------ | ------ | ------------------- |
| 1883   | 1887   | Peter Cöln          |
| 1887   | 1911   | Peter Felten        |
| 1912   | (1920) | Edmund Radmacher    |
| 1920   | (1924) | Josef Cöln          |
| 1924   | (1930) | Reinhold Klein      |
| (1936) |        | Jakob Schneider     |
| 1945   | 1946   | Johann Cöln         |
| 1946   | 1948   | Ferdinand Schneider |
| 1948   | (1957) | Peter Hick          |
| 1961   | 1965   | Ferdinand Schneider |
| 1965   | 1969   | Heinz Hemmersbach   |

## Heutiges Ortsbild
Das Anwachsen der Bevölkerung auf 1905 Einwohner (Stand am 31. August 2016) begann vor allem seit den 1960er Jahren. Es entstanden den alten Ortskern ergänzende neue Wohngebiete. Durch den Zuzug von Neubürgern veränderte sich auch die konfessionelle Zusammensetzung der Bewohner, jedoch ist das Neben- und Miteinander der Konfessionen heute selbstverständlich geworden.
Auch die berufliche Orientierung der Bewohner änderte sich nach dem Zweiten Weltkrieg und besonders nach dem Auslaufen der Braunkohleförderung im Südrevier. Der überwiegende Teil der Berufstätigen fährt täglich zu einem auswärtigen Arbeitsplatz in Köln und in der näheren oder auch ferneren Umgebung.
Gab es 1900 noch 32 hauptberufliche Landwirte, so sind es heute nur noch zwei landwirtschaftliche Großbetriebe, die aufgrund eines modernen Maschinenparks nur wenige Arbeitskräfte benötigen. Ein Landwirt nutzt die Stallungen und Wiesenflächen seines Hofes sowie eine neu erbaute Halle für den Reitsport, ein weiterer Reitstall wurde außerhalb des Ortes an der K 44 neu errichtet. Andere ehemalige Landwirte bauten ihre Wirtschaftsgebäude zu Wohnungen um.
In der „Burg“ wohnt die Eigentümerin, eine Tochter des früheren Burgbesitzers Armin Osterrieth, in dem 1898 als Anbau an den Vorburgtrakt errichteten, inzwischen restaurierten Herrenhaus. Der Torhaustrakt und die angrenzenden Stallungen sind zu einer Wohnanlage umgebaut worden. Auf dem Burggelände werden zwei Reitställe mit neu erbauten Stallungen betrieben.
Nördlich des Ortes nahe am Ortsrand wird in einer ursprünglich von der Unternehmensgruppe Nowotnik und Leitung von Hans Georg Nowotnik geleiteten etwa 60 Meter tiefen Grube im Kieswerk Blessem Kies abgebaut. 2015 wurde die ursprüngliche Betriebsfläche der Kiesgrube von 27 Hektar um ein neu erschlossenes Areal zwischen der Grube und der Autobahn A1 auf knapp 40 Hektar vergrößert. Seit 2016 wurde die Kiesgrube an die RWE-Tochter Rheinische Baustoffwerke (RBS) verpachtet.

### Einrichtungen
Niedergelassene Ärzte in benachbarten Stadtteilen Erftstadts betreuen die Bewohner Blessems, eine stationäre ärztliche Versorgung ist durch das nahe gelegene Krankenhaus Frauenthal gegeben. Den Familien mit Kleinkindern bietet der Ort die Einrichtung einer städtischen Kindertagesstätte „Auenland“, die im ehemaligen Schulgebäude untergebracht wurde.
Bankfilialen, Postagentur und Bäckerei wurden geschlossen. Es gibt einige gewerbliche Einrichtungen, darunter ein Hotelrestaurant und eine Pizzeria. Weitere Einkaufsmöglichkeiten für den täglichen Bedarf bieten die Geschäfte im nahe gelegenen Liblar und auch in Lechenich.
Veranstaltungen der Dorfgemeinschaft und der ansässigen Vereine sind eine beliebte Abwechslung der Bevölkerung.

### Sehenswürdigkeiten
Blessem besitzt einige unter Denkmalschutz stehende Objekte. Dazu gehören die Burg Blessem, das Wohnhaus eines historischen Vierkanthofes, Gedenkkreuze und Gedenkstätten wie das Kriegerdenkmal und die Grabstätte von im Ersten Weltkrieg verstorbenen russischen Kriegsgefangenen auf dem Blessemer Friedhof.

### Verkehr
Die VRS-Buslinie 990 der Rhein-Erft-Verkehrsgesellschaft verbindet den Ort mit Herrig und Brühl. Zusätzlich verkehren einzelne Fahrten der auf die Schülerbeförderung ausgerichteten Linie 974.
| Linie | Verlauf                                                                                      |
| ----- | -------------------------------------------------------------------------------------------- |
| 974   | Stadtverkehr Erftstadt                                                                       |
| 990   | Herrig – Lechenich – Blessem (/ Bliesheim –) Erftstadt Bf – Liblar – Brühl Mitte (Stadtbahn) |

### Auszeichnung
Blessem nahm 2014 erstmals am Bundeswettbewerb Unser Dorf hat Zukunft teil und belegte auf Anhieb auf Kreisebene den ersten Platz.